# NGC 374
NGC 374 је лентикуларна галаксија у сазвежђу Рибе која се налази на NGC листи објеката дубоког неба.
Деклинација објекта је + 32° 47' 41" а ректасцензија 1h 7m 5,8s. Привидна величина (магнитуда) објекта NGC 374 износи 13,5 а фотографска магнитуда 14,4. NGC 374 је још познат и под ознакама UGC 680, MCG 5-3-48, CGCG 501-80, PGC 3952.